# Єлизавета Ураська
Єлизавета Ураська (нім. Elisabeth von Urach), повне ім'я Єлизавета Августа Марія Флорестіна Луїза Ураська (нім. Elisabeth Auguste Marie Florestine Luise Fürstin von Urach Gräfin von Württemberg), 23 серпня 1894 — 13 жовтня 1962) — принцеса Урахська, донька герцога Урахського Вільгельма та баварської принцеси Амалії, дружина принца фон унд цу Ліхтенштейн Карла Алоїза.

## Біографія
Єлизавета народилась 23 серпня 1894 року в замку Ліхтенштайн, що в горах Швабського Альбу. Вона була другою дитиною та другою донькою в родині герцога Вільгельма Урахського та його першої дружини Амалії Баварської. Дівчинка мала старшу сестру Марію Габріелу. Згодом в родині народилося ще семеро дітей.

Єлизавета (стоїть зліва) у підлітковому віці у колі родини

 1909 року почала навчання у католицькій школі для дівчаток. У 1911—1912 роках відвідувала гімназію Королеви Шарлотти в Штутгарті.
У травні 1912 року, після народження молодшої доньки, померла її матір. Єлизавета, якій на той час виповнилося сімнадцять, залишилася старшою жінкою в сім'ї. Вела домашнє господарство, доглядала братів та сетер. Проживала родина в палаці на Некарштрассе у Штутгарті. Грошові активи батька на 1914 рік складали 8 мільйонів марок із щорічним прибутком у 360 тисяч марок.

1913 року за дівчиною марно упадав Йоахім Прусський, молодший син кайзера Вільгельма II. Принцеса категорично відмовилася виходити заміж за протестанта, оскільки наполягала на вихованні майбутніх дітей у католицькій вірі.

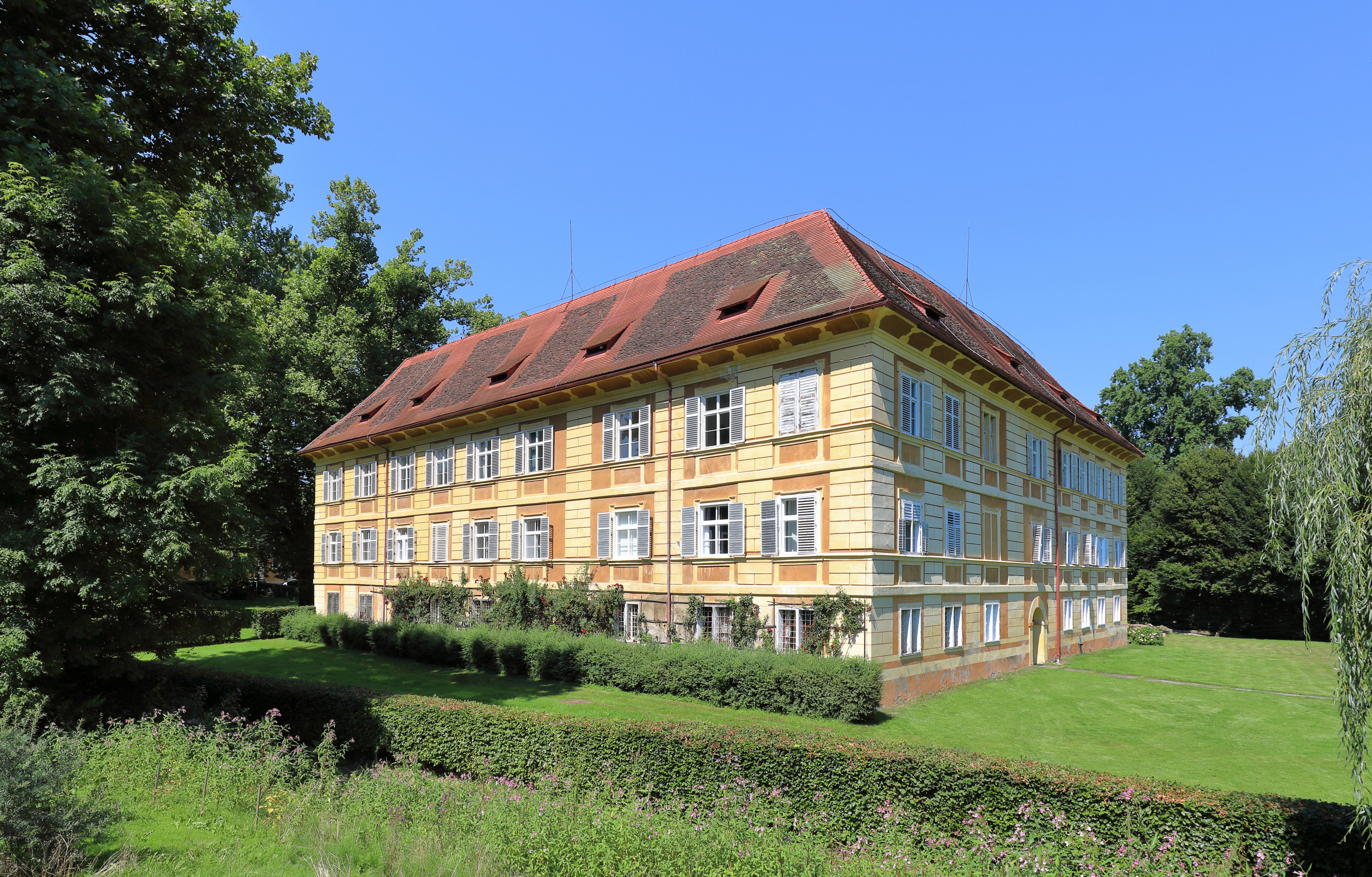
Замок Фрауенталь

У липні 1918 року Литовська Тариба запропонувала Вільгельму Ураському литовський трон. Герцог погодився і був проголошений королем під іменем Міндовга II. Він мав вивчити литовську мову та з усією сім'єю оселитися в Литві. Однак, після тривалих суперечок в Тарибі, у листопаді того ж року рішення про створення монархії було відізване. Вільгельм так жодного разу і не навідав своїх володінь.
Єлизавета у 26-річному віці пошлюбилася із 42-річним принцом фон унд цу Ліхтенштейн Карлом Алоїзом. Цивільна церемонія відбулася 31 березня 1921 року у Штутгарті. Вінчання пройшло 5 квітня у Тегернзе.
Карл Алоїз пішов з життя 20 червня 1955 року у замку Фрауенталь у Штирії. Єлизавети не стало за сім років. Поховане подружжя у королівському склепі Кафедрального собору Вадуца.

## Родина
Чоловік — Карл Алоїз Ліхтенштейнський 
Діти:
- Вільгельм Альфред (1922—2006) — принц фон унд цу Ліхтенштейн,[3] граф Гогенау, граф Рітберг, був одружений із Еммою фон Гутманншталь-Бенвенуті, мав чотирьох синів та доньку;
- Марія Йозефа (1923—2005);
- Франциска (1930—2006) — дружина графа Рохуса фон Шпеє, мала двох доньок та сина;
- Вольфганг (нар.1934) — принц фон унд цу Ліхтенштейн, граф Рітберг, одружений із графинею Габріелою Басселє де ля Розе, має сина та доньку.

## Цікаві факти
- Принц Йоахім Прусський, якому Єлизавета відмовила через його віру, розглядався теоретиком українського монархізму В'ячеславом Липинським як можливий претендент на престол України.[4]